# Gouvernement García-Page II
 Castille-La Manche
García-Page I García-Page III
Le gouvernement García-Page II est le gouvernement de Castille-La Manche entre le 8 juillet 2019 et le 11 juillet 2023, durant la Xe législature des Cortes de Castille-La Manche. Il est présidé par Emiliano García-Page.

## Composition
| Fonction                                                      | Titulaire | Titulaire                                                             | Parti |
| ------------------------------------------------------------- | --------- | --------------------------------------------------------------------- | ----- |
| Président                                                     |           | Emiliano García-Page Sánchez                                          | PSOE  |
| Vice-président, secrétaire du Conseil de gouvernement         |           | José Luis Martínez Guijarro                                           | PSOE  |
| Conseillère à l'Économie, aux Entreprises et à l'Emploi       |           | Patricia Franco Jiménez                                               | PSOE  |
| Conseiller aux Finances et aux Administrations publiques      |           | Juan Alfonso Ruiz Molina                                              | PSOE  |
| Conseillère à l'Égalité, porte-parole                         |           | Blanca Pilar Fernández Morena                                         | PSOE  |
| Conseiller à la Santé                                         |           | Jesús Fernández Sanz                                                  | PSOE  |
| Conseiller à l'Agriculture, à l'Eau et au Développement rural |           | Francisco Martínez Arroyo                                             | PSOE  |
| Conseillère à l'Éducation, à la Culture et aux Sports         |           | Rosa Ana Rodríguez Pérez                                              | PSOE  |
| Conseiller à l'Équipement                                     |           | Ignacio Hernando Serrano                                              | PSOE  |
| Conseillère au Bien-être social                               |           | Aurelia Sánchez Navarro (jusqu'au 06/04/2021) Bárbara García Torijano | PSOE  |
| Conseiller au Développement durable                           |           | José Luis Escudero Palomo                                             | PSOE  |